# Loriotus rufiventer
La tangara crestiamarilla, frutero de cresta amarilla o tangara de cresta amarilla (en Perú) (Loriotus rufiventer), es una especie de ave paseriforme de la familia Thraupidae perteneciente al género Loriotus, antes situada en Tachyphonus. Es nativa de la cuenca amazónica occidental en Sudamérica.

## Distribución y hábitat
Se distribuye en el este de Perú, hacia el sur hasta el noroeste de Bolivia y hacia el este hasta el extremo occidental de la Amazonia brasileña.
Esta especie es considerada bastante común en su hábitat natural: el dosel y el sub-dosel de selvas húmedas, principalmente por debajo de los 1200 m de altitud.

## Sistemática

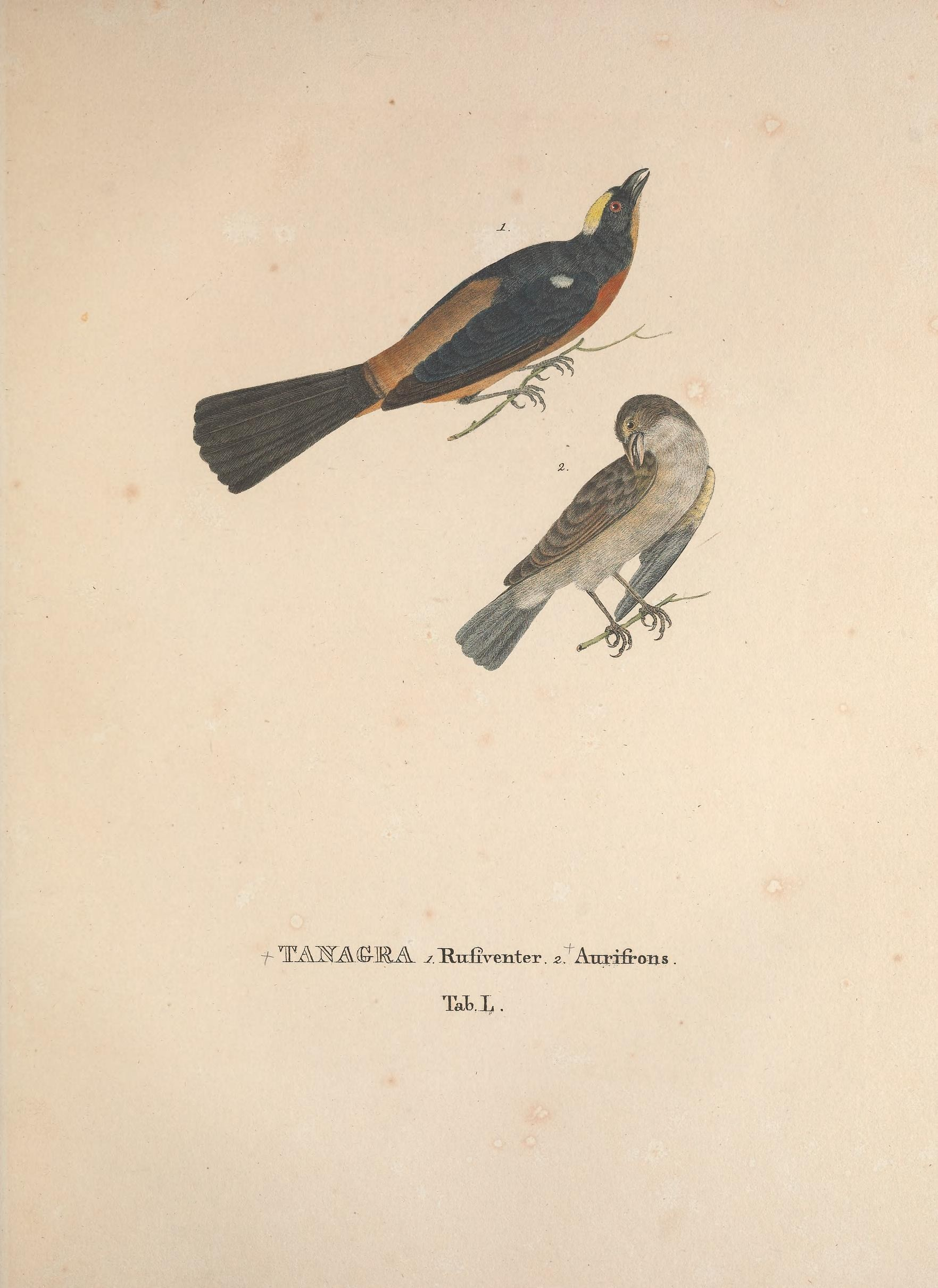
Tanagra rufiventer (arriba); ilustración en Spix Avium Species Novae, 1825.

### Descripción original
La especie L. rufiventer fue descrita por primera vez por el naturalista alemán Johann Baptist von Spix en 1825 bajo el nombre científico Tanagra rufiventer; su localidad tipo es  «São Paulo de Olivença, río Solimões, Brasil».

### Etimología
El nombre genérico masculino «Loriotus» deriva de la palabra francesa «loriot», que es el nombre común de la oropéndola europea Oriolus oriolus; y el nombre de la especie «rufiventer», se compone de las palabras latinas «rufus»: rojo, rojizo, y «venter, ventris»: vientre.

### Taxonomía
En los años 2010, publicaciones de filogenias completas de grandes conjuntos de especies de la familia Thraupidae basadas en muestreos genéticos, permitieron comprobar lo que ya era sugerido por otros autores anteriormente: que el género Tachyphonus era polifilético, con las especies antes denominadas Tachyphonus rufiventer, T. cristatus y T. luctuosus formando un clado bien caracterizado distante del resto de las especies. Burns et al. (2016) propusieron separar las tres especies citadas en un nuevo género Islerothraupis. La inclusión de las tres especies y el género Islerothraupis fueron reconocidos en la Propuesta N° 730.05 al Comité de Clasificación de Sudamérica (SACC).
Posteriormente, se descubrió que existía un género Loriotus disponible, descrito por el zoólogo polaco Feliks Paweł Jarocki en 1821, cuya especie tipo era Tanagra cristata = Tachyphonus cristatus, por lo que Islerothraupis se convirtió en un sinónimo posterior del mismo. Esta corrección taxonómica fue aprobada en la Propuesta N° 836 al SACC.
Los datos genéticos indican que la presente especie es hermana de Loriotus cristatus y que L. luctuosus es hermana de ambas.
El Comité Brasileño de Registros Ornitológicos (CBRO) en su Edición 2014 de la Lista de Aves de Brasil agrupa a la presente especie en el género Lanio, bajo el nombre científico Lanio cristatus.